# NGC 3559
NGC 3559 (NGC 3560) é uma galáxia espiral (S/P) localizada na direcção da constelação de Leo. Possui uma declinação de +12° 00' 59" e uma ascensão recta de 11 horas, 10 minutos e 45,1 segundos.
A galáxia NGC 3559 foi descoberta em 12 de Abril de 1784 por William Herschel.